# Aprostocetus banksii
Aprostocetus banksii är en stekelart som först beskrevs av Howard 1892.  Aprostocetus banksii ingår i släktet Aprostocetus och familjen finglanssteklar. Inga underarter finns listade i Catalogue of Life.